# Magomied Magomajew
Magomied Magomiedpwicz Magomajew (ros. Магомед Магомедович Магомаев, ur. 11 kwietnia 2000) – rosyjski zapaśnik walczący w stylu wolnym. 
Srebrny medalista mistrzostw świata w 2024. Mistrz świata U-23 w 2021 i 2023. Mistrz Rosji w 2024 i drugi w 2022 roku.